# Tungussogyrinus bergi
Il tungussogirino (Tungussogyrinus bergi) è un anfibio temnospondilo estinto, appartenente ai branchiosauridi. Visse tra il Permiano superiore e il Triassico inferiore (circa 259 - 250 milioni di anni fa) e i suoi resti fossili sono stati ritrovati in Siberia.

## Descrizione
Questo animale è noto per numerosi esemplari e quindi è possibile una ricostruzione piuttosto dettagliata: doveva essere un animale simile a una salamandra, in cui gli esemplari adulti conservavano caratteristiche neoteniche come le branchie, in modo simile all'odierno axolotl (Ambystoma mexicanum). Tungussogyrinus, come molti animali simili, era dotato di un cranio con una fossa infratemporale allungata anteriormente e piccoli denticoli branchiali. Era tuttavia caratterizzato da un insolito processo anterodorsale allungato dell'ilio e da una dentatura costituita da elementi forniti di tre cuspidi; queste caratteristiche lo differenziavano da altri animali affini come Branchiosaurus e Apateon. 

## Classificazione
Tungussogyrinus venne descritto per la prima volta da Efremov nel 1939, sulla base di resti fossili ritrovati in Siberia, in terreni probabilmente risalenti al Permiano superiore o al Triassico inferiore. Le caratteristiche di questo animale non permisero inizialmente una classificazione chiara, ed Efremov lo considerò un temnospondilo di sede incerta. 

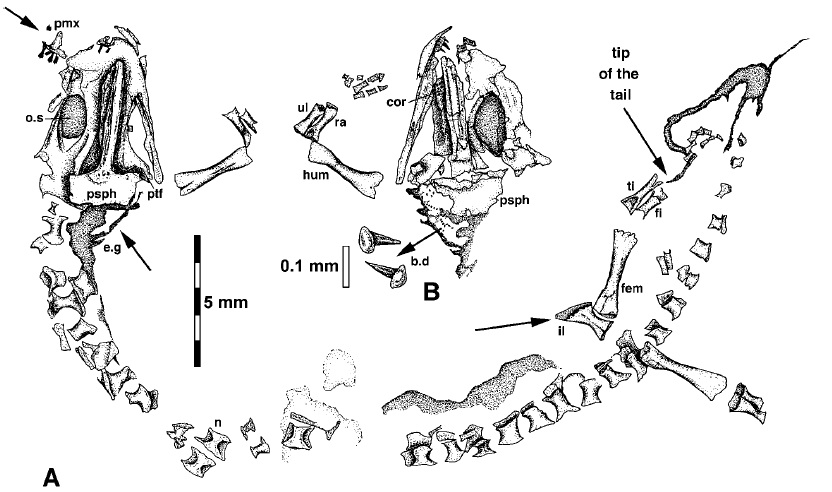
Scheletro completo di Tungussogyrinus bergi

Revisioni più recenti hanno permesso di chiarire la sua posizione tassonomica: Tungussogyrinus era un rappresentante dei branchiosauridi, un gruppo di temnospondili dissorofoidi dotati di caratteristiche larvali anche allo stadio adulto. Tuttavia, le significative differenze tra Tungussogyrinus e gli altri branchiosauridi hanno portato all'istituzione della sottofamiglia Tungussogyrininae per il taxon siberiano (Kuhn, 1962; Werneburg, 2009). 

## Paleoecologia
Le differenze morfologiche tra Tungussogyrinus e gli altri branchiosauridi riflettono differenze anche nello stile di vita: probabilmente questo animale era particolarmente adattato a nutrirsi di alghe che separava dal substrato grazie alla dentatura anteriore tricuspidata e al muso dalla struttura gracile (Werneburg, 2009).